# Tychy
Tychy ([tɨxɨ] (nghe), tiếng Đức: Tichau) là một thành phố ở Silesia, Ba Lan, khoảng 20 km (12 dặm Anh) về phía nam Katowice. Thành phố tọa lạc bên bờ phía nam so với huyện công nghiệp Thượng Silesia, thành phố Katowice về phía bắc, Mikołów về phía tây, Bieruń về phía đông và Kobiór về phía nam. Sông Gostynia, một nhánh của sông Vistula, chảy qua Tychy.
Từ năm 1999 Tychy thuộc tỉnh Silesia. Tychy cũng là một trong những thành phố sáng lập của Hiệp hội đô thị Upper Silesia.
Tychy nổi tiếng với ngành sản xuất bia bắt đầu từ những năm 1600. Kể từ năm 1950, Tychy đã phát triển nhanh chóng, chủ yếu là do kết quả của các chính sách sau chiến tranh của chính quyền Ba Lan để phân tán tán dân số của công nghiệp Thượng Silesia.

## Văn hóa

### Bảo tàng và phòng trưng bày nghệ thuật
- Bảo tàng nghệ thuật chuyên nghiệp thu nhỏ Henryk Jan Dominiak ở Tychy[4][5]